# 1,8-Bis(N,N-dimethylamino)naphthalin
1,8-Bis(N,N-dimethylamino)naphthalin ist eine organische Verbindung. Sie wurde erstmals 1968 von Roger Alder an der University of Bristol hergestellt.
Sie wird als Modellsubstanz eines Protonenschwammes bezeichnet.
1,8-Bis(dimethylamino)naphthalin ist ein aromatisches Diamin, das zwei tertiäre Aminogruppen in benachbarter Position (peri-Position) am Naphthalinring besitzt. Durch diese Stellung ergeben sich eine sehr hohe Basizität (pKa = 12,34) und besondere spektroskopische Eigenschaften.

## Struktur und Eigenschaften
Mit einer Basenkonstante pKb von 1,66 (Säurekonstante 12,34) ist 1,8-Bis(dimethylamino)naphthalin eine der stärksten bekannten Aminbasen. Trotzdem werden Protonen nur langsam aufgenommen. Wegen seiner hohen Basizität und geringer Nukleophilie wird es in der organischen Synthese als Mittel zum Deprotonieren organischer Verbindungen genutzt.

## Herstellung
Die Verbindung ist kommerziell erhältlich. Sie kann durch Methylierung von 1,8-Diaminonaphthalin mit Methyliodid oder Dimethylsulfat hergestellt werden.

## Andere Protonenschwämme
Protonenschwämme der zweiten Generation besitzen eine noch höhere Basizität, ein Beispiel ist 1,8-Bis(hexamethyltriaminophosphazenyl)naphthalin, HMPN: Ein superbasisches Bisphosphazen Proton Sponge wird aus 1,8-Bis(dimethylamino)naphthalin und Tris(dimethylamino)phosphin hergestellt. HMPN hat einen pKBH+ von 29,9 in Acetonitril.